# Championnats d'Asie de judo 2017
Navigation
Édition précédente Édition suivante
Les championnats d'Asie de judo 2017, vingt-septième édition des championnats d'Asie de judo, ont lieu du 26 au 27 mai 2017 à Hong Kong.

## Podiums

### Femmes
| Épreuves                          | Or                     | Argent                  | Bronze                                |
| --------------------------------- | ---------------------- | ----------------------- | ------------------------------------- |
| Moins de 48 kg poids super-légers | Mönkhbatyn Urantsetseg | Otgontsetseg Galbadrakh | Jeong Bo-kyeong Kang Yu-jeong         |
| Moins de 52 kg poids mi-légers    | Ai Shishime            | Chintogtokhyn Azzayaa   | Wang Xin Park Da-sol                  |
| Moins de 57 kg poids légers       | Tsukasa Yoshida        | Kwon You-jeong          | Lien Chen-ling Lu Tongjuan            |
| Moins de 63 kg poids mi-moyens    | Nami Nabekura          | Mungunchimeg Baldorj    | Boldyn Gankhaich Kim Ji-jeong         |
| Moins de 70 kg poids moyens       | Yoko Ono               | Kim Seong-yeon          | Hong Son-yong Zere Bektaskyzy         |
| Moins de 78 kg poids mi-lourds    | Shori Hamada           | Ma Zhenzhao             | Lee Jeong-yun Park Yu-jin             |
| Plus de 78 kg poids lourds        | Nami Inamori           | Kim Min-jeong           | Gulzhan Issanova Battulgyn Mönkhtuyaa |

### Hommes
| Épreuves                          | Or                      | Argent               | Bronze                                      |
| --------------------------------- | ----------------------- | -------------------- | ------------------------------------------- |
| Moins de 60 kg poids super-légers | Naohisa Takato          | Mohammad Rashnonejad | Pak Yong-nam Mukhriddin Tilovov             |
| Moins de 66 kg poids mi-légers    | An Baul                 | Yeldos Zhumakanov    | Taro Fujisaka Ganboldyn Kherlen             |
| Moins de 73 kg poids légers       | An Chang-rim            | Ganbaataryn Odbayar  | Zhansay Smagulov Arata Tatsukawa            |
| Moins de 81 kg poids mi-moyens    | Sotaro Fujiwara         | Saeid Mollaei        | Vladimir Zoloev Lee Moon-jin                |
| Moins de 90 kg poids moyens       | Komronshokh Ustopiriyon | Islam Bozbayev       | Shoichiro Mukai Mukhammadkarim Khurramov    |
| Moins de 100 kg poids mi-lourds   | Maxim Rakov             | Kim Hyeon-cheol      | Bunddorjiin Janchivdorj Sherali Juraev      |
| Plus de 100 kg poids lourds       | Kim Sung-min            | Ryu Shichinohe       | Ölziibayaryn Düürenbayar Iurii Krakovetskii |

### Par équipes
| Épreuves | Or           | Argent   | Bronze                  |
| -------- | ------------ | -------- | ----------------------- |
| Femmes   | Japon        | Mongolie | Taipei chinois Mongolie |
| Hommes   | Corée du Sud | Mongolie | Iran Japon              |

## Tableau des médailles
| Rang  | Nation         | Or | Argent | Bronze | Total |
| ----- | -------------- | -- | ------ | ------ | ----- |
| 1     | Japon          | 9  | 1      | 4      | 14    |
| 2     | Corée du Sud   | 4  | 4      | 8      | 16    |
| 3     | Mongolie       | 1  | 5      | 5      | 11    |
| 4     | Kazakhstan     | 1  | 3      | 3      | 7     |
| 5     | Tadjikistan    | 1  | 0      | 0      | 1     |
| 6     | Iran           | 0  | 2      | 1      | 3     |
| 7     | Chine          | 0  | 1      | 2      | 3     |
| 8     | Ouzbékistan    | 0  | 0      | 3      | 3     |
| 9     | Taipei chinois | 0  | 0      | 2      | 2     |
| 9     | Kirghizistan   | 0  | 0      | 2      | 2     |
| 9     | Corée du Nord  | 0  | 0      | 2      | 2     |
| Total | Total          | 16 | 16     | 32     | 64    |